# PyTorch
PyTorch — фреймворк машинного обучения для языка Python с открытым исходным кодом, созданный на базе Torch. Используется для решения различных задач: компьютерное зрение, обработка естественного языка. Разрабатывается преимущественно группой искусственного интеллекта Facebook. Также вокруг этого фреймворка выстроена экосистема, состоящая из различных библиотек, разрабатываемых сторонними командами: PyTorch Lightning и Fast.ai, упрощающие процесс обучения моделей, Pyro (модуль для вероятностного программирования) от Uber, Flair для обработки естественного языка и Catalyst для обучения DL- и RL-моделей.
PyTorch предоставляет две основные высокоуровневые модели:
- Тензорные вычисления (по аналогии с NumPy) с развитой поддержкой ускорения на GPU;
- Глубокие нейронные сети на базе системы autodiff.

## Тензоры PyTorch
Тензоры не представляют собой чего-либо особенного, просто являясь многомерными массивами. Тензоры PyTorch (Tensors) похожи на массивы пакета NumPy, но дополнительно могут обрабатываться на видеоускорителях. PyTorch поддерживает различные типы тензоров.

## Модули

### Модуль Autograd
PyTorch использует метод автоматической дифференциации. Производится запись вычислений, произведенных в прямом направлении, затем производится воспроизведение в обратном порядке для вычисления градиентов (backpropagation). Этот метод особенно полезен при построении нейронных сетей, так как позволяет рассчитывать дифференциальные поправки параметров одновременно с прямым проходом.

### Модуль Optim
torch.optim — модуль, реализующий несколько алгоритмов оптимизации, используемых при построении нейронных сетей. Реализовано большинство наиболее часто используемых методов.

### Модуль nn
Модуль PyTorch autograd позволяет легко определять вычислительные графы и работать с градиентами, однако может быть слишком низкоуровневой для определения сложных нейронных сетей. Более высокоуровневой абстракцией для таких применений является модуль nn.

## Пример
Следующий код демонстрирует функциональность библиотеки на простом примере:
```
import
 
torch

dtype
 
=
 
torch
.
float

device
 
=
 
torch
.
device
(
"cpu"
)
 
# This executes all calculations on the CPU

# device = torch.device("cuda:0") # This executes all calculations on the GPU

# Creation of a tensor and filling of a tensor with random numbers

a
 
=
 
torch
.
randn
(
2
,
 
3
,
 
device
=
device
,
 
dtype
=
dtype
)

print
(
a
)
 
# Output of tensor A

# Output: tensor([[-1.1884,  0.8498, -1.7129],

#                  [-0.8816,  0.1944,  0.5847]])

# Creation of a tensor and filling of a tensor with random numbers

b
 
=
 
torch
.
randn
(
2
,
 
3
,
 
device
=
device
,
 
dtype
=
dtype
)

print
(
b
)
 
# Output of tensor B

# Output: tensor([[ 0.7178, -0.8453, -1.3403],

#                  [ 1.3262,  1.1512, -1.7070]])

print
(
a
*
b
)
 
# Output of a multiplication of the two tensors

# Output: tensor([[-0.8530, -0.7183,  2.58],

#                  [-1.1692,  0.2238, -0.9981]])

print
(
a
.
sum
())
 
# Output of the sum of all elements in tensor A

# Output: tensor(-2.1540)

print
(
a
[
1
,
2
])
 
# Output of the element in the third column of the second row

# Output: tensor(0.5847)

print
(
a
.
min
())
 
# Output of the minimum value in tensor A

# Output: tensor(-1.7129)

```